# Indonesia Open 1996
Die Indonesia Open 1996 waren eines der Top-10-Turniere des Jahres im Badminton in Asien. Sie fanden vom 27. bis zum 31. August 1996 in Medan statt. Das Preisgeld betrug 170.000 US-Dollar.

## Sieger und Platzierte
| Disziplin    | Gold                                    | Silber                        | Bronze                          |
| ------------ | --------------------------------------- | ----------------------------- | ------------------------------- |
| Herreneinzel | Joko Suprianto                          | Budi Santoso                  | Peter Gade                      |
| Herreneinzel | Joko Suprianto                          | Budi Santoso                  | Alan Budikusuma                 |
| Dameneinzel  | Susi Susanti                            | Wang Chen                     | Mia Audina                      |
| Dameneinzel  | Susi Susanti                            | Wang Chen                     | Yuni Kartika                    |
| Herrendoppel | S. Antonius Budi Ariantho Denny Kantono | Davis Efraim Halim Haryanto   | Aras Razak Hadi Sugianto        |
| Herrendoppel | S. Antonius Budi Ariantho Denny Kantono | Davis Efraim Halim Haryanto   | Tony Gunawan Rudy Wijaya        |
| Damendoppel  | Eliza Nathanael Zelin Resiana           | Helene Kirkegaard Rikke Olsen | Finarsih Minarti Timur          |
| Damendoppel  | Eliza Nathanael Zelin Resiana           | Helene Kirkegaard Rikke Olsen | Liu Lufang Sun Jian             |
| Mixed        | Tri Kusharyanto Minarti Timur           | Flandy Limpele Rosalina Riseu | Michael Søgaard Rikke Olsen     |
| Mixed        | Tri Kusharyanto Minarti Timur           | Flandy Limpele Rosalina Riseu | Thomas Stavngaard Ann Jørgensen |

## Finalresultate
| Disziplin    | Sieger                                  | Finalist                      | Ergebnis    |
| ------------ | --------------------------------------- | ----------------------------- | ----------- |
| Herreneinzel | Joko Suprianto                          | Budi Santoso                  | 15–8, 15–4  |
| Dameneinzel  | Susi Susanti                            | Wang Chen                     | 11-8, 11-8  |
| Herrendoppel | S. Antonius Budi Ariantho Denny Kantono | Davis Efraim Halim Haryanto   | 15-3, 15-10 |
| Damendoppel  | Zelin Resiana Eliza Nathanael           | Helene Kirkegaard Rikke Olsen | 15-7, 15-4  |
| Mixed        | Tri Kusharyanto Minarti Timur           | Flandy Limpele Rosalina Riseu | 15-8, 15-1  |

## Herreneinzel

### Qualifikation
- Iwan Eko –  Yoseprizal: 15-4 / 15-5
- David Christian –  Zulfan Rizal: 15-9 / 15-7
- Ferry –  Yudi Suprayogi: 11-15 / 17-15 / 15-1
- Andi Wirya –  Adi Harto: 15-1 / 15-1
- Hari Junaidi –  Ferdy Rusman: 18-14 / 15-3
- Ferry Supit –  Vidre Wibowo: 15-7 / 15-2
- Rony Agustinus –  Hendra Gunawan: 15-4 / 15-10
- Dicky Susilo –  Suryadi: 15-1 / 15-4
- Iwan Eko –  Jefry Lantang: 15-10 / 15-10
- Yohan Hadikusumo Wiratama –  Rio Suryana: 15-2 / 15-13
- Adi Ariadi –  Ambo Angka: 15-5 / 15-3
- Rudy Ignatius –  Iwan Setiawan: 15-7 / 15-4
- Taufik Hidayat –  Hengky Irawan: 15-12 / 15-3
- Eko Hamiseno –  Akhmad Fauzi: 15-2 / 15-2
- Sunoto E. J. –  Zulchairy: 15-2 / 15-1

### Hauptrunde
- Joko Suprianto –  Dipankar Bhattacharjee: 15-8 / 15-7
- Apichai Thiraratsakul –  Ismail Saman: 18-15 / 18-13
- Martin Lundgaard Hansen –  C. Arief: 18-12 / 9-15 / 15-3
- Xiao Hui –  Ferry Supit: 15-5 / 15-10
- Hu Zhilang –  Michael Tedjakusuma: 15-3 / 15-14
- Zainul Hafiz Yusof –  Lin Kuo-chin: 11-15 / 15-0 / 18-13
- Hermawan Susanto –  Nova Armada: 15-4 / 15-2
- Jim Laugesen –  Kusamao Suzuki: 15-9 / 4-15 / 15-5
- Alan Budikusuma –  Hartawan: 15-6 / 15-9
- Lo Ah Heng –  Eko Hamiseno: 15-10 / 15-5
- Setiadi Hartono –  Wang Chia-cherng: 15-12 / 15-9
- George Rimarcdi –  Rony Agustinus: 15-4 / 18-14
- Dwi Aryanto –  Chris Bruil: 15-3 / 15-10
- Xie Yangchun –  Yohan Hadikusumo Wiratama: 15-6 / 12-15 / 15-10
- Peter Gade –  Nunung Subandoro: 10-0 Ret.
- Irwansyah –  Yong Hock Kin: 15-4 / 15-9
- Hendrawan –  Hidetaka Yamada: 15-8 / 15-2
- Marleve Mainaky –  Ferry: 15-10 / 15-6
- Indra Wijaya –  Hwang Sun-ho: 15-7 / 15-12
- Luo Yigang –  Fung Permadi: 15-9 / 15-11
- Budi Santoso –  Roslin Hashim: 9-15 / 15-1 / 15-9
- Hery Gunawan –  Pontus Jäntti: 16-18 / 15-3 / 15-10
- A. K. Johannes –  Anders Boesen: 15-6 / 15-7
- Salim –  Jeroen van Dijk: 15-6 / 15-7
- Jeffer Rosobin –  Jeng Yu-chi: 15-5 / 15-2
- Chen Gang –  Natapol Sarawan: 15-3 / 15-8
- Heryanto Arbi –  Kam Fook Ng: 15-12 / 15-0
- Kenneth Jonassen –  Ajmer Sandhu: w.o.
- Rudy Ignatius –  Ong Ewe Hock: w.o.
- Agus Hariyanto –  Abhinn Shyam Gupta: w.o.
- Imay Hendra –  Chen Pang: w.o.
- Thomas Søgaard –  Siddharth Jain: w.o.
- Joko Suprianto –  Apichai Thiraratsakul: 15-10 / 15-2
- Xiao Hui –  Martin Lundgaard Hansen: 15-13 / 15-6
- Hu Zhilang –  Zainul Hafiz Yusof: 15-8 / 15-2
- Hermawan Susanto –  Jim Laugesen: 15-4 / 15-2
- Alan Budikusuma –  Lo Ah Heng: 15-3 / 15-1
- Setiadi Hartono –  Kenneth Jonassen: 15-7 / 15-7
- George Rimarcdi –  Rudy Ignatius: 12-15 / 15-1 / 15-9
- Dwi Aryanto –  Xie Yangchun: 15-8 / 15-2
- Peter Gade –  Agus Hariyanto: 15-12 / 15-3
- Irwansyah –  Hendrawan: 15-6 / 15-8
- Marleve Mainaky –  Imay Hendra: 15-6 / 11-15 / 15-10
- Luo Yigang –  Indra Wijaya: 15-7 / 15-2
- Budi Santoso –  Hery Gunawan: 5-15 / 15-3 / 15-2
- Salim –  A. K. Johannes: 15-3 / 15-7
- Jeffer Rosobin –  Chen Gang: 10-15 / 15-10 / 15-8
- Heryanto Arbi –  Thomas Søgaard: 15-3 / 15-7
- Joko Suprianto –  Xiao Hui: 10-15 / 15-6 / 15-2
- Hermawan Susanto –  Hu Zhilang: 15-8 / 15-2
- Alan Budikusuma –  Setiadi Hartono: 15-8 / 15-4
- Dwi Aryanto –  George Rimarcdi: 15-10 / 15-13
- Peter Gade –  Irwansyah: 12-15 / 15-4 / 15-7
- Marleve Mainaky –  Luo Yigang: 15-13 / 15-9
- Budi Santoso –  Salim: 15-13 / 15-7
- Jeffer Rosobin –  Heryanto Arbi: 15-12 / 10-15 / 15-9
- Joko Suprianto –  Hermawan Susanto: 15-8 / 12-15 / 18-17
- Alan Budikusuma –  Dwi Aryanto: 15-6 / 15-11
- Peter Gade –  Marleve Mainaky: 15-9 / 15-4
- Budi Santoso –  Jeffer Rosobin: 15-9 / 18-16
- Joko Suprianto –  Alan Budikusuma: 13-15 / 15-3 / 15-10
- Budi Santoso –  Peter Gade: 10-15 / 15-10 / 15-13
- Joko Suprianto –  Budi Santoso: 15-8 / 15-4

## Dameneinzel
- Cindana Hartono –  Zahara Lubis: 11-5 / 11-0
- Chikako Nakayama –  Diah Novita: 11-2 / 11-5
- Olivia –  Erti Triyani: 11-1 / 11-1
- Melisa Dewi –  Rosie Riani: 3-11 / 11-3 / 11-8
- Meiluawati –  Elma Ong: 11-0 / 11-2
- Yuni Kartika –  Majken Vange: 11-4 / 11-1
- Keiko Takeno –  Sri Dewi Rahayu: 11-0 / 9-11 / 11-8
- Sun Jian –  Asiah Misman: 11-0 / 11-1
- Hanny Setiani –  Ita Ardwiantini: 4-11 / 11-8 / 11-7
- Liu Lufang –  Yeni Diah: 11-3 / 11-5
- Lenny Permana –  Dosilina: 11-2 / 11-6
- Mette Pedersen –  Dewiyanti Martha: 11-3 / 11-7
- Takako Ida –  Ellen Angelina: 11-5 / 11-3
- Margit Borg –  Yeni Susilowati: 7-11 / 11-8 / 11-6
- Moira Ong –  Muhrini: 11-0 / 11-7
- Ika Heny –  Ella Diehl: 11-2 / 11-1
- Zeng Yaqiong –  Nurleni: 11-3 / 11-4
- Kristin Yunita –  Takae Masumo: 11-2 / 11-1
- Hiromi Yamada –  Ermalina: 11-0 / 11-0
- Zarinah Abdullah –  Yuli Marfuah: 11-6 / 11-6
- Gong Zhichao –  Karminasari: w.o.
- Marina Andrievskaia –  Siska Yunita: w.o.
- Dwi Retnowati –  Nirmala Velaskar: w.o.
- Ninik Masrikah –  Neelima Chowdary: w.o.
- Susi Susanti –  Gong Zhichao: 11-8 / 11-1
- Cindana Hartono –  Chikako Nakayama: 11-4 / 12-9
- Olivia –  Lee Joo Hyun: 11-8 / 11-4
- Meiluawati –  Melisa Dewi: 11-4 / 11-2
- Zhang Ning –  Marina Andrievskaia: 11-9 / 11-6
- Yuni Kartika –  Dwi Retnowati: 11-0 / 11-1
- Lidya Djaelawijaya –  Keiko Takeno: 11-2 / 11-2
- Sun Jian –  Hanny Setiani: 11-8 / 11-0
- Liu Lufang –  Lenny Permana: 10-12 / 11-0 / 11-2
- Yuliani Santosa –  Mette Pedersen: 11-6 / 5-11 / 11-7
- Takako Ida –  Margit Borg: 11-8 / 11-5
- Wang Chen –  Moira Ong: 11-1 / 11-0
- Zeng Yaqiong –  Ika Heny: 11-2 / 11-0
- Christine Magnusson –  Kristin Yunita: 8-11 / 11-5 / 11-7
- Hiromi Yamada –  Ninik Masrikah: 11-8 / 11-3
- Mia Audina –  Zarinah Abdullah: 11-7 / 11-0
- Susi Susanti –  Cindana Hartono: 11-8 / 11-2
- Meiluawati –  Olivia: 11-8 / 11-5
- Yuni Kartika –  Zhang Ning: 11-6 / 4-11 / 11-9
- Sun Jian –  Lidya Djaelawijaya: 11-12 / 11-2 / 11-4
- Liu Lufang –  Yuliani Santosa: 11-8 / 11-8
- Wang Chen –  Takako Ida: 12-10 / 11-3
- Zeng Yaqiong –  Christine Magnusson: 11-5 / 11-4
- Mia Audina –  Hiromi Yamada: 11-1 / 11-6
- Susi Susanti –  Meiluawati: 11-4 / 11-3
- Yuni Kartika –  Sun Jian: 9-12 / 11-5 / 11-5
- Wang Chen –  Liu Lufang: 4-11 / 11-6 / 11-0
- Mia Audina –  Zeng Yaqiong: 11-2 / 11-0
- Susi Susanti –  Yuni Kartika: 11-8 / 11-6
- Wang Chen –  Mia Audina: 11-2 / 4-11 / 11-8
- Susi Susanti –  Wang Chen: 11-8 / 11-8

## Herrendoppel
- Norio Imai /  Hiroshi Ohyama –  Nova Armada /  Rudy Ignatius: 15-7 / 15-3
- Aman Santosa /  Bambang Suprianto –  Ambo Angka /  Adi Harto: 15-2 / 15-5
- Chew Choon Eng /  Rosman Razak –  Iwan Eko /  Ferdy Rusman: 15-5 / 15-4
- Min Zhenyu /  Zhang Jun –  Sabirin /  Safaruddin: 15-3 / 15-8
- Seng Kok Kiong /  Victo Wibowo –  Wahyu Agung /  Nova Widianto: 15-11 / 15-8
- Roy Chandra /  Namrih Suroto –  Natapol Sarawan /  Apichai Thiraratsakul: 15-10 / 15-6
- Saputra Hadi /  Endra Mulyana Mulyajaya –  Sunoto E. J. /  Dicky Susilo: 15-4 / 15-12
- Gea Asril /  A. Husni –  Hu Zhilang /  Xie Yangchun: 15-3 / 15-1
- Karel Mainaky /  Andreas Setiawan –  Kusamao Suzuki /  Hidetaka Yamada: 15-5 / 15-10
- Eng Hian /  Hermono Yuwono –  Jim Laugesen /  Thomas Stavngaard: 18-16 / 15-12
- Rizal Fadillah /  Ali Taufik –  Kiat Cu /  Dedyansyah: 15-9 / 15-6
- Aras Razak /  Hadi Sugianto –  Liu Yong /  Zhang Wei: 15-8 / 15-13
- Harianto /  Tik Ming Kwie –  Kam Fook Ng /  Abdullah Razalan: w.o.
- S. Antonius Budi Ariantho /  Denny Kantono –  Fery Hartono /  Achmad Ridwan Mohd: 15-3 / 15-1
- Norio Imai /  Hiroshi Ohyama –  Luo Yigang /  Xiao Hui: 15-11 / 15-2
- Andrei Antropow /  Nikolai Sujew –  Irham Idrus /  Topan: 15-3 / 15-2
- Aman Santosa /  Bambang Suprianto –  Chew Choon Eng /  Rosman Razak: 15-8 / 18-15
- Tony Gunawan /  Rudy Wijaya –  Lin Chian-chow /  Wang Chia-cherng: 15-6 / 15-6
- Peter Gade /  Michael Søgaard –  Harianto /  Tik Ming Kwie: 15-4 / 15-17 / 15-8
- Siripong Siripool /  Khunakorn Sudhisodhi –  Cuncun Haryono /  Ade Lukas: 16-18 / 15-5 / 15-12
- Seng Kok Kiong /  Victo Wibowo –  Min Zhenyu /  Zhang Jun: 12-15 / 15-7 / 15-3
- Saputra Hadi /  Endra Mulyana Mulyajaya –  Roy Chandra /  Namrih Suroto: 15-4 / 15-12
- Davis Efraim /  Halim Haryanto –  Tan Kim Her /  Yap Yee Hup: 11-15 / 15-6 / 17-14
- Karel Mainaky /  Andreas Setiawan –  Gea Asril /  A. Husni: 12-15 / 15-7 / 15-7
- Ade Sutrisna /  Candra Wijaya –  Bayunara /  Hafis Zainal: 15-2 / 15-2
- Eng Hian /  Hermono Yuwono –  Rizal Fadillah /  Ali Taufik: 15-5 / 15-10
- Aras Razak /  Hadi Sugianto –  Chen Chin-Hsien /  Lee Wei-jen: 15-1 / 15-9
- Ha Tae-kwon /  Hwang Sun-ho –  Yudi Suprayogi /  Vidre Wibowo: 15-5 / 11-15 / 15-1
- Sigit Budiarto /  Dicky Purwotjugiono –  M Augustius /  M Irfan: w.o.
- S. Antonius Budi Ariantho /  Denny Kantono –  Norio Imai /  Hiroshi Ohyama: 15-1 / 15-10
- Andrei Antropow /  Nikolai Sujew –  Aman Santosa /  Bambang Suprianto: 17-15 / 15-11
- Tony Gunawan /  Rudy Wijaya –  Peter Gade /  Michael Søgaard: 15-11 / 15-5
- Seng Kok Kiong /  Victo Wibowo –  Siripong Siripool /  Khunakorn Sudhisodhi: 15-8 / 15-11
- Ade Sutrisna /  Candra Wijaya –  Karel Mainaky /  Andreas Setiawan: 18-15 / 15-8
- Eng Hian /  Hermono Yuwono –  Sigit Budiarto /  Dicky Purwotjugiono: 17-16 / 14-15 / 15-13
- Aras Razak /  Hadi Sugianto –  Ha Tae-kwon /  Hwang Sun-ho: 7-15 / 15-3 / 15-8
- Davis Efraim /  Halim Haryanto –  Saputra Hadi /  Endra Mulyana Mulyajaya: w.o.
- S. Antonius Budi Ariantho /  Denny Kantono –  Andrei Antropow /  Nikolai Sujew: 15-8 / 10-15 / 15-3
- Tony Gunawan /  Rudy Wijaya –  Seng Kok Kiong /  Victo Wibowo: 11-15 / 15-8 / 14-3 Ret.
- Davis Efraim /  Halim Haryanto –  Ade Sutrisna /  Candra Wijaya: 6-15 / 15-2 / 15-9
- Aras Razak /  Hadi Sugianto –  Eng Hian /  Hermono Yuwono: 15-5 / 15-8
- S. Antonius Budi Ariantho /  Denny Kantono –  Tony Gunawan /  Rudy Wijaya: 15-11 / 11-15 / 15-6
- Davis Efraim /  Halim Haryanto –  Aras Razak /  Hadi Sugianto: 15-10 / 8-15 / 15-13
- S. Antonius Budi Ariantho /  Denny Kantono –  Davis Efraim /  Halim Haryanto: 15-3 / 15-10

## Damendoppel
- Helene Kirkegaard /  Rikke Olsen –  Yuli Marfuah /  Hanny Setiani: 15-3 / 15-0
- Gong Zhichao /  Zeng Yaqiong –  Niproh Asmarani /  Erti Triyani: 15-0 / 15-1
- Indarti Issolina /  Deyana Lomban –  Liu Lu /  Qian Hong: 7-15 / 18-14 / 15-7
- Haruko Matsuda /  Shinobu Sasaki –  Dosilina /  Dewiyanti Martha: 15-1 / 15-6
- Maria Bengtsson /  Margit Borg –  Upi Chrisnawati /  Cynthia Tuwankotta: 15-3 / 15-3
- Liu Lufang /  Sun Jian –  Eva Guslina /  Sri Dewi Rahayu: 15-2 / 15-1
- Ann Jørgensen /  Majken Vange –  Anita /  Tetty Yunita: 15-7 / 15-9
- Carmelita /  Nonong Denis Zanati –  Karminasari /  Elviana Surbakti: 15-6 / 15-4
- Marina Andrievskaia /  Christine Magnusson –  Takae Masumo /  Chikako Nakayama: 17-14 / 15-2
- Kim Shin-young /  Park Soo-yun –  Yeni Diah /  Ninik Masrikah: 18-13 / 18-13
- Wang Chen /  Zhang Ning –  Shanti Herawaty /  Zahara Lubis: 15-0 / 15-7
- Finarsih /  Minarti Timur –  Lisbet Stuer-Lauridsen /  Marlene Thomsen: 15-12 / 9-15 / 15-10
- Angeline de Pauw /  S. Herawati –  Rikke Broen /  Mette Pedersen: 15-13 / 15-9
- Elma Ong /  Moira Ong –  Shinta Dewi /  Rosie Riani: 15-4 / 8-15 / 15-12
- Takako Ida /  Hiromi Yamada –  Ermalina /  Asiah Misman: 15-0 / 15-2
- Eliza Nathanael /  Zelin Resiana –  Gao Qian /  Wang Li: 1-0 / 1-0
- Helene Kirkegaard /  Rikke Olsen –  Gong Zhichao /  Zeng Yaqiong: 18-14 / 15-11
- Indarti Issolina /  Deyana Lomban –  Haruko Matsuda /  Shinobu Sasaki: 15-8 / 15-10
- Liu Lufang /  Sun Jian –  Maria Bengtsson /  Margit Borg: 15-6 / 15-7
- Carmelita /  Nonong Denis Zanati –  Ann Jørgensen /  Majken Vange: 15-8 / 15-8
- Kim Shin-young /  Park Soo-yun –  Marina Andrievskaia /  Christine Magnusson: 15-5 / 15-7
- Finarsih /  Minarti Timur –  Wang Chen /  Zhang Ning: 15-12 / 15-10
- Angeline de Pauw /  S. Herawati –  Elma Ong /  Moira Ong: 15-6 / 15-9
- Eliza Nathanael /  Zelin Resiana –  Takako Ida /  Hiromi Yamada: 15-5 / 15-4
- Helene Kirkegaard /  Rikke Olsen –  Indarti Issolina /  Deyana Lomban: 15-10 / 15-5
- Liu Lufang /  Sun Jian –  Carmelita /  Nonong Denis Zanati: 15-6 / 15-9
- Finarsih /  Minarti Timur –  Kim Shin-young /  Park Soo-yun: 15-9 / 5-15 / 15-9
- Eliza Nathanael /  Zelin Resiana -  Angeline de Pauw /  S. Herawati: 15-1 / 15-11
- Helene Kirkegaard /  Rikke Olsen –  Liu Lufang /  Sun Jian: 15-7 / 15-4
- Eliza Nathanael /  Zelin Resiana –  Finarsih /  Minarti Timur: 15-4 / 15-7
- Eliza Nathanael /  Zelin Resiana –  Helene Kirkegaard /  Rikke Olsen: 15-7 / 15-4

## Mixed
- Min Zhenyu /  Wang Li –  Rizal Fadillah /  Neneng Setiawati: 15-6 / 15-8
- Ha Tae-kwon /  Kim Shin-young –  Andrei Antropow /  Ella Diehl: 15-11 / 15-7
- Bambang Suprianto /  Finarsih –  Rosman Razak /  Zamaliah Sidek: 15-11 / 15-3
- Liu Yong /  Gao Qian –  Albert /  Vera Octavia: 18-14 / 15-9
- Sandiarto /  Indarti Issolina –  Norio Imai /  Haruko Matsuda: 15-7 / 8-15 / 15-5
- Zhang Jun /  Liu Lufang –  Sunoto E. J. /  Ninik Masrikah: 10-15 / 17-15 / 15-8
- Chris Hunt /  Helene Kirkegaard –  Paulus Firman /  Angeline de Pauw: 15-6 / 15-5
- Imam Tohari /  Emma Ermawati –  Zhang Wei /  Qian Hong: 15-4 / 15-7
- Wahyu Agung /  S. Herawati –  Hiroshi Ohyama /  Shinobu Sasaki: 11-15 / 15-4 / 15-8
- M. Hendry /  Shanti Herawaty –  Kang Kyung-jin /  Park Soo-yun: w.o.
- Chen Gang /  Liu Lu –  Chew Choon Eng /  Kuak Seok Choon: w.o.
- Dicky Susilo /  Yeni Diah –  Hwang Sun-ho /  Lee Joo Hyun: w.o.
- Tri Kusharyanto /  Minarti Timur –  Min Zhenyu /  Wang Li: 15-5 / 15-4
- Bambang Suprianto /  Finarsih –  Ha Tae-kwon /  Kim Shin-young: 15-5 / 16-18 / 15-9
- Thomas Stavngaard /  Ann Jørgensen –  Liu Yong /  Gao Qian: 15-11 / 15-8
- Chris Hunt /  Helene Kirkegaard –  M. Hendry /  Shanti Herawaty: 15-4 / 15-2
- Flandy Limpele /  Rosalina Riseu –  Chen Gang /  Liu Lu: 15-6 / 15-13
- Imam Tohari /  Emma Ermawati –  Dicky Susilo /  Yeni Diah: 15-3 / 15-9
- Michael Søgaard /  Rikke Olsen –  Wahyu Agung /  S. Herawati: 15-6 / 15-5
- Sandiarto /  Indarti Issolina –  Zhang Jun /  Liu Lufang: w.o.
- Tri Kusharyanto /  Minarti Timur –  Bambang Suprianto /  Finarsih: 15-5 / 15-7
- Thomas Stavngaard /  Ann Jørgensen –  Sandiarto /  Indarti Issolina: 15-11 / 15-8
- Flandy Limpele /  Rosalina Riseu –  Chris Hunt /  Helene Kirkegaard: 15-10 / 15-9
- Michael Søgaard /  Rikke Olsen –  Imam Tohari /  Emma Ermawati: 15-4 / 15-7
- Tri Kusharyanto /  Minarti Timur –  Thomas Stavngaard /  Ann Jørgensen: 15-5 / 17-14
- Flandy Limpele /  Rosalina Riseu –  Michael Søgaard /  Rikke Olsen: 11-15 / 15-8 / 15-8
- Tri Kusharyanto /  Minarti Timur –  Flandy Limpele /  Rosalina Riseu: 15-0 / 15-1